# Локалита Сан Пјетро ди Манарела
Локалита Сан Пјетро ди Манарела је насеље у Италији у округу Ређо ди Калабрија, региону Калабрија.
Према процени из 2011. у насељу је живело 13 становника. Насеље се налази на надморској висини од 801 м.